# 戈登·古德温
戈登·古德温（英語：Gordon Goodwin，1895年12月17日—1984年2月14日），英国男子田径运动员，主攻竞走。他曾代表英国参加1924年夏季奥林匹克运动会田径比赛，获得男子10公里竞走银牌。